# Darren McFadden
Darren McFadden (North Little Rock, 27 agosto 1987) è un ex giocatore di football americano statunitense che ha giocato nel ruolo di running back nella National Football League (NFL). Fu scelto nel corso del primo giro (4º assoluto) del Draft NFL 2008 dagli Oakland Raiders. Al college ha giocato a football all'Università dell'Arkansas.

## Carriera universitaria
Darren iniziò a giocare al college football con gli Arkansas Razorbacks a partire dal 2005. Nel suo primo anno giocò 11 partite, totalizzando 1.113 yard su corsa con 11 touchdown e 52 yard su ricezione. Nel suo anno da sophomore giocò 14 partite, totalizzando 1.647 yard (1º della SEC) su corsa con 14 TD (1º della SEC) e 149 yard su ricezione con un TD. A fine anno giocò la finale del Capital One Bowl contro i Wisconsin Badgers, perdendola.
Nel suo anno da junior giocò 13 partite, totalizzando 1.830 yard (1º della SEC) su corsa con 16 TD (1º della SEC) e 164 yard su ricezione con un TD. A fine anno giocò la finale del Cotton Bowl contro i Missouri Tigers, perdendola.
Premi e riconoscimenti:
- Due Consensus All-America (2006, 2007)
- Due secondi posti nell'Heisman Trophy (2006, 2007)
- Walter Camp Award (2007)
- Due Doak Walker Award (2006, 2007)
- Jim Brown Trophy (2006)
- Due Offensive Player of the Year All-SEC (2006, 2007)

## Carriera professionistica

### Oakland Raiders
McFadden fu scelto nel corso del primo giro del Draft 2008 dai Raiders. L'8 giugno firmò un contratto di 6 anni per un totale di 60 milioni di dollari di cui 26 milioni garantiti. Debuttò come professionista l'8 settembre contro i Denver Broncos. Nella settimana 2 contro i Kansas City Chiefs fece il suo primo touchdown e vinse per la sua prima volta il titolo di miglior running back della NFL, purtroppo durante il 3º quarto si infortunò al pollice del piede destro. Dopo varie partite giocate in non perfette condizioni rimase fuori per 3 settimane. Rientrò il 16 novembre contro i Miami Dolphins. Chiuse la sua stagione da rookie giocando 13 partite di cui 5 da titolare, totalizzando 113 corse per 499 yard con 4 TD e un fumble perso, oltre a 285 yard su ricezione.

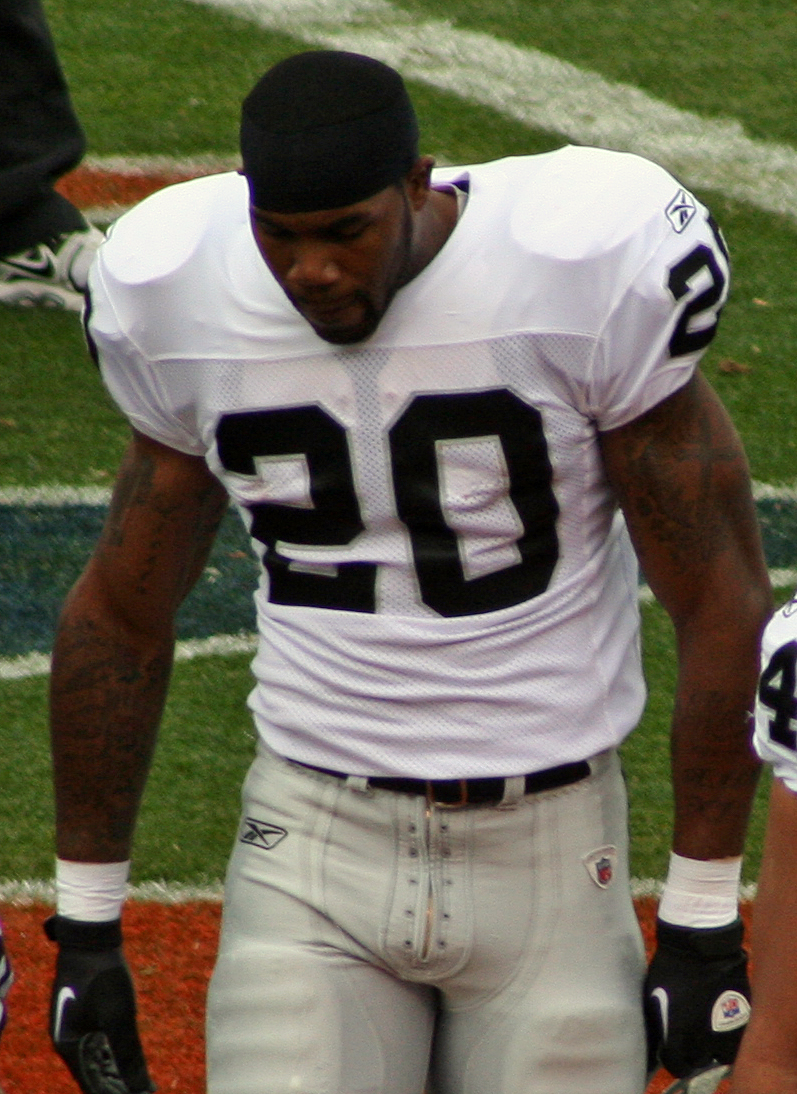
McFadden nel 2010

L'anno successivo il 20 settembre 2009 contro i Chiefs realizzò a un minuto e 7 secondi dalla fine della partita il TD decisivo su una corsa di 5 yard. Il 4 ottobre contro gli Houston Texans si infortunò al menisco. Dopo un intervento effettuato in artroscopia rientrò dopo 4 partite di stop. Questa stagione per McFadden fu un'altra esperienza di chiari e scuri a causa prevalentemente delle sue non perfette condizioni. Giocò 12 partite di cui 7 da titolare, totalizzando 104 corse per 357 yard con un TD e 3 fumble persi, oltre a 245 yard su ricezione.
Nella stagione 2010 per colpa di un infortunio al tendine del ginocchio rimediato durante uno scatto nella partita contro i Texans del 3 ottobre, dovette saltare 2 partite. Rientrò il 24 ottobre contro i Broncos facendo una prestazione superlativa: corse 16 volte per un totale di 165 yard con 3 TD e 2 ricezioni per 31 yard con un TD, vincendo il titolo di miglior giocatore offensivo della 7a settimana della AFC e il titolo di miglior running back della NFL. Il 12 dicembre contro i Jacksonville Jaguars fece un'altra grande prestazione che lo portò a rivincere il titolo di miglior running back della NFL. Diventò il primo giocatore dei Raiders dal 1997 a raggiungere in ben 6 partite le 100 yard su corsa, inoltre per la prima volta in carriera superò le 1.000 yard su corsa in una stagione. Terminò giocando 13 partite tutte da titolare, totalizzando 223 corse per 1.157 yard con 7 TD e 3 fumble persi, oltre a 507 yard su ricezione con 3 TD.

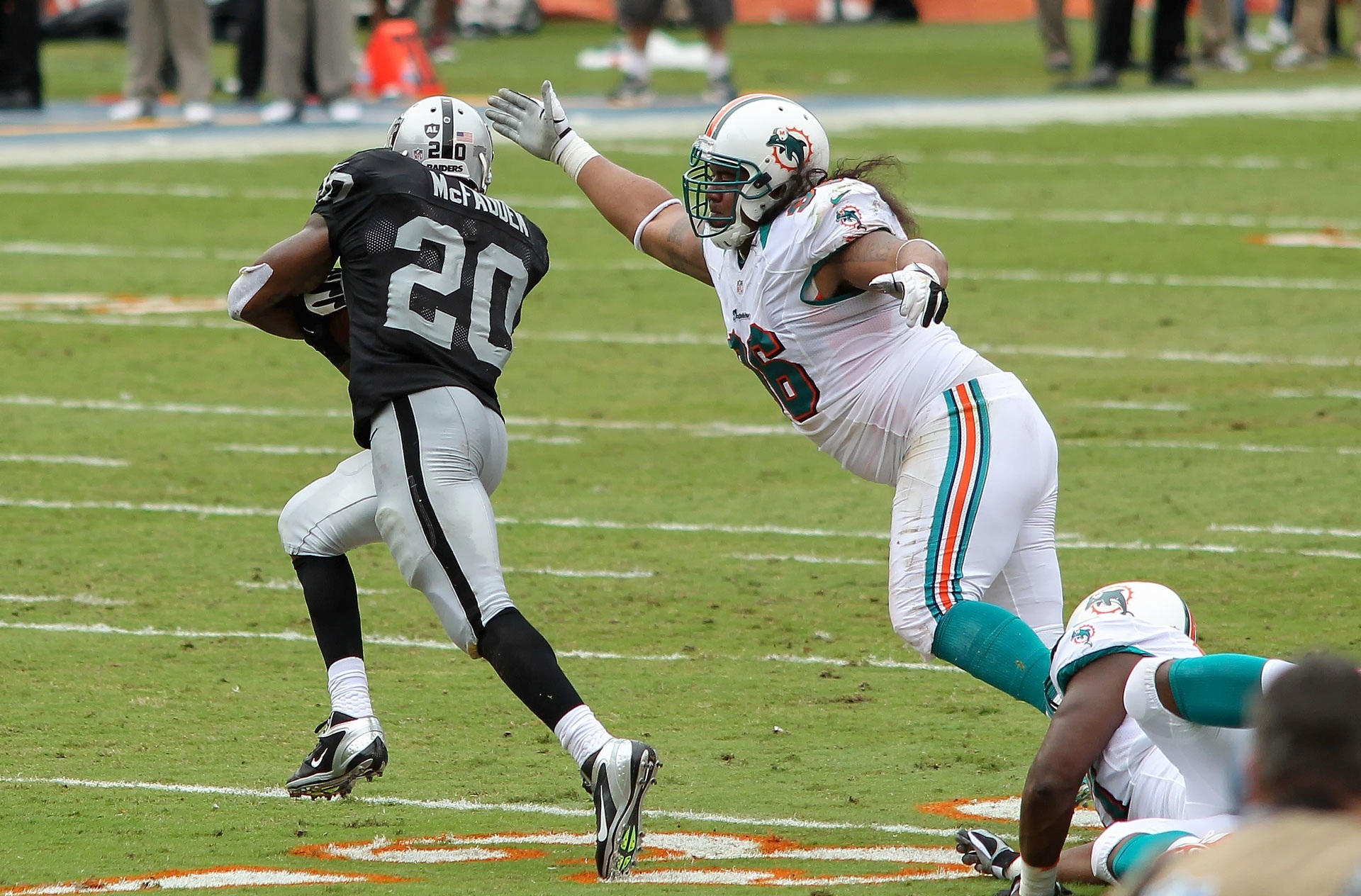
McFadden contro i Miami Dolphins nel 2012.

La stagione 2011 partì subito male per gli ennesimi problemi fisici. Nel training camp si ruppe l'osso orbitale dell'occhio sinistro durante uno scontro con il compagno di squadra Quentin Groves dopo un paio di settimane rientrò ad allenarsi con la squadra. Il 25 settembre contro i New York Jets grazie a una grande prova con 19 corse per 171 yard con 2 touchdown, vinse il titolo di miglior giocatore offensivo della AFC e quello di miglior running back della settimana della NFL. Il 23 ottobre contro i Chiefs dopo la sua prima ricezione della partita si infortunò gravemente alla caviglia. Saltando tutte le restanti partite della stagione regolare, terminò con 7 partite tutte da titolare, totalizzando 113 corse per 614 yard con 4 TD e un fumble perso, oltre a 154 yard su ricezione con un TD. Venne selezionato come Pro Bowl alternativo e a fine stagione venne votato al 60º posto nella NFL Top 100, l'annuale classifica dei migliori cento giocatori della stagione.
Il 10 settembre 2012, i Raiders debuttarono nella nuova stagione con una sconfitta contro i San Diego Chargers. McFadden corse solamente 32 yard su 15 tentativi ma ricevette 13 passaggi per 86 yard. Nel turno successivo i Raiders furono nuovamente sconfitti dai Dolphins con Darren che corse solamente 22 yard su 11 tentativi. Nella terza partita contro i Pittsburgh Steelers realizzò il suo primo TD stagionale su una corsa di 64 yard. Il 14 ottobre contro gli imbattuti Atlanta Falcons realizzò il touchdown del momentaneo pareggio con 2 yard di corsa. Il 4 novembre contro i Tampa Bay Buccaneers nel secondo tempo si procurò una forte slogatura alla caviglia, che gli fece saltare quattro partite. Il 6 dicembre contro i Denver Broncos fece il suo terzo TD stagionale su una ricezione di 6 yard. Il 16 contro i Chiefs totalizzò 110 yard su corsa ma subì e perse un fumble sulle 18 yard proprie. Chiuse giocando 12 partite tutte da titolare, totalizzando 216 corse per 707 yard con 2 TD e 2 fumble persi, oltre a 258 yard su ricezione con un TD.
Nella settimana 2 del 2013 contro i Jacksonville Jaguars fece una buona prestazione con 129 yard su corsa e un fumble perso nelle 49 yard proprie, poi convertito nell'azione successiva dai Jaguars in touchdown. Con la partita contro i Jacksonville, Darren raggiunse per la 13a volta in carriera le 100 yard su corsa in una singola partita, ottenendo in quelle gare un bilancio di 11 vittorie e 2 sole sconfitte. Nella partita successiva contro i Denver Broncos realizzò un TD su una iarda di corsa e un TD su un lancio di 16 yard su Marcel Reece. Nella settimana 8 contro i Pittsburgh Steelers fece 2 TD su corsa uno di 7 e uno di 4 yard. Nella settimana successiva contro i Philadelphia Eagles dopo soli 2 quarti fu costretto ad uscire per un infortunio al tendine del ginocchio, chiudendo con 5 corse e 12 yard. Terminò giocando 10 partite di cui 7 da titolare, totalizzando 114 corse per 379 yard con 5 TD e un fumble perso, oltre a 108 yard su ricezione.
L'11 marzo 2014 dopo esser diventato per la prima volta free agent, McFadden firmò coi Raiders un rinnovo contrattuale di un anno per 1,75 milioni di dollari più eventuali 2,25 milioni tramite incentivi. Il primo touchdown stagionale lo segnò nella sconfitta della settimana 2 contro i Texans.

### Dallas Cowboys
Il 13 marzo 2015, McFadden firmò un contratto biennale con i Dallas Cowboys. Il primo touchdown con la nuova maglia lo segnò nel terzo turno contro i Falcons. Nella settimana 7 contro i Giants disputò la miglior prova da diversi anni, correndo 152 yard e la seconda marcatura stagionale nella sconfitta contro i Giants. Il terzo e ultimo TD stagionale lo segnò nella vittoria della settimana 13 in casa dei Redskins che permise a Dallas di rimanere agganciata al treno per i playoff. La stagione di McFadden si chiuse al quarto posto nella NFL con 1.089 yard corse.

## Palmarès

### Individuale
- Running back della settimana: 4

2ª del 2008, 7ª e 14ª del 2010, 3ª del 2011
- Miglior giocatore offensivo della settimana della AFC: 2

7ª del 2010 e 3ª del 2011.

## Statistiche
| Partite totali      | 83    |
| Partite da titolare | 63    |
| Yard su corsa       | 4.247 |
| Touchdown su corsa  | 25    |

Statistiche aggiornate alla stagione 2014

## Vita privata
McFadden è il decimo di dodici figli, non è sposato ma nel 2009 ha adottato un figlio di nome Daniel Herrera.